# Palácio Presidencial de São Tomé e Príncipe
O Palácio Presidencial é a residência oficial do presidente da república de São Tomé e Príncipe, localizado na capital, São Tomé. 

## História
O palácio presidencial de São Tomé e Príncipe também conhecido como (Palácio do povo) é a residência oficial do Presidente da República de São Tomé e Príncipe e localizada na capital, São Tomé.
 A estrutura foi construída em meados do século XIX como um centro administrativo para o governador da colônia, renovada em 1954, e tornou-se a residência do Presidente do país no momento da independência de São Tomé e Príncipe em 1975.
Estrutura e localização
O palácio presidencial é uma grande mansão em forma de L, rodeada por um grande jardim. O palácio tem dois andares e tem uma fachada cor-de-rosa com elementos neoclássicos simples. É cercado por colunas de concreto rosa e uma cerca de ferro de alta com uma entrada de perto guardado. Situa-se junto à Praça do povo (Praça do povo), entre a Avenida da independência e a Avenida 12 de julho, com a sua fachada principal virada para a rua de Santo António do príncipe. Está próximo da Sé Catedral e a um quarteirão da Baía Ana chaves.
Construção
A data exata da construção do palácio presidencial é desconhecida. É construído no local onde Álvaro caminha, um dos primeiros administradores de São Tomé e Príncipe, ordenou a construção da torre do Capitão, entre 1492 e 1493. A torre caiu em ruínas, e Cunha Matos descreveu um edifício governamental no antigo local da torre em 1835; Ele descreve o palácio como espaçoso, mas mal mobilado. Um edifício aparece em um desenho no local em 1844 que corresponde à descrição de cunha Matos, mas de um desenho diferente do que o atual palácio presidencial. A estrutura atual aparece em uma fotografia datada de 1885. João Sousa morais e Joana Bastos Malheiro, pesquisadores da história arquitetónica de São Tomé e Príncipe, propõem que a estrutura foi construída no período de intervenção.
O edifício era conhecido desde a sua construção como o Palácio do governo de São Tomé (Palácio do governador de São Tomé), ou mais simplesmente como o Palácio do governo e foi um dos poucos edifícios da Colónia em condições viáveis no final do século XVIII. Foi construído como uma mansão em um estilo clássico simples típico dos territórios ultramarinos portugueses, com duas histórias e uma fachada rosa.
Renovação
A estrutura foi atualizada durante o estado novo Português na fase final do período colonial. O Comité de planeamento da cidade portuguesa para os territórios ultramarinos (Gabinete de urbanização do ultramar, Guu) realizou o levantamento urbano e construiu monumentos, edifícios e habitação para promover o Estado Português em todas as colónias ultramarinas. Um projeto do Guu foi o upgrade do Palácio do governo. Eurico Pinto Lopes, arquitecto português, supervisionou a renovação do palácio em 1954. A adição de elementos de construção neoclássica, que incluía ornamentação de janela, colunas ao longo das extensões do edifício, e uma escadaria principal na entrada, foram usados para "dar monumentalidade para o edifício.
Acesso
O palácio presidencial não está aberto ao público, e a fotografia do edifício não é permitida.